# ناتالیا لیپوفسکایا
ناتالیا لیپوفسکایا (به انگلیسی: Natalia Lipkovskaya) ژیمناست زادهٔ ۲۶ آوریل ۱۹۷۹ میلادی اهل کشور روسیه است.